# Наумовське сільське поселення (Хабаровський район)
Нау́мовське сільське поселення (рос. Наумовское сельское поселение) — сільське поселення у складі Хабаровського району Хабаровського краю Росії.
Адміністративний центр — село Наумовка.

## Населення
Населення сільського поселення становить 61 особа (2019; 79 у 2010, 124 у 2002).

## Склад
До складу сільського поселення входять:
| Населений пункт | Населення, осіб (2002) | Населення, осіб (2010) |
| --------------- | ---------------------- | ---------------------- |
| Наумовка, село  | 118                    | 75                     |
| Томське, село   | 6                      | 4                      |